# Яичковая артерия
Яичковая артерия - разновидность гонадной артерии у мужчин. Снабжает кровью яички.

## Топография
Яичковая артерия – парная артерия, которая в большинстве случаев ответвляется от передней поверхности брюшного отдела аорты на 2,5 см ниже почечных артерий, на уровне верхнего края позвонка L2. Диаметр 0,5 - 1,0 см . Проходят яичковые артерии вертикально справа и слева в забрюшинном пространстве латеральнее мочеточников. По ходу каждая артерия отдаёт ветви к жировой капсуле почки и мочеточнику (мочеточниковые ветви (лат. ramus ureterici)). Далее направляется к глубокому паховому кольцу и, присоединившись здесь к семявыносящему протоку, переходит через паховый канал в мошонку и распадается на ряд мелких веточек, идущих в паренхиму яичка и его придатку (ветви придатка яичка (лат. ramus epididymales)). Проникает под белочную оболочку в районе тела придатка яичка, где во внутридольковых перегородках делится на основные ветви, которые затем делятся на центропетальные артерии, идущие к средостению яичка, и центрофугальные, питающие белочную оболочку яичка.

## Вариативность
Яичковая артерия примерно в 5% случаев ответвляется от брюшной аорты на уровне начала почечных артерий, в 3% — выше их отхождения. В некоторых случаях яичниковая артерия отходит от аорты на уровне нижней брыжеечной артерии и даже ниже её. Также может начинаться от почечной, от добавочной почечной и изредка — от одной из брыжеечных артерий. Примерно в 10% случаев одна из яичковых артерий делится на две (справа чаще, чем слева). Такая двойная артерия имеет следующие варианты ветвления
1.Более крупный ствол, проникая под белочную оболочку яичка у его нижнего полюса, не даёт ветвей придатку, меньший же – разветвляется в головке, теле и хвосте придатка, отдавая веточку к верхнему полюсу яичка. 
2. Оба ствола раздельно питают яичко и придаток.
3. Основной ствол питает яичко, тело и хвост придатка, не давая ветвей головке, кровоснабжаемой дополнительным стволом.
4. Крупный ствол делится на придатковые и яичковые ветви, дополнительный – кровоснабжет только хвост придатка. 
5. Основной, более крупный ствол питает яичко и хвост придатка, дополнительный – его головку и тело. 
6. Оба ствола яичковых артерий у нижнего полюса почки снова сливаются в один в один ствол, разветвляющейся у яичка на яичковые и придатковые ветви.

## Коллатеральное кровообращение
- В пределах пахового канала от верхней полуокружности яичковой  артерии справа или слева может отходить  анастомотическая ветвь с наружным диаметром  примерно 1,5мм, Прободая внутрибрюшную фасцию, не меняя при этом диаметра, она впадает в нижнюю надчревную артерию.
- Также может формироваться анастомотическая ветвь с наружным диаметром 1,0 - 1,7мм, которая выйдя из наружного кольца пахового канала, не меняя диаметра, прободает Томсонову пластинку и впадает в поверхностную надчревную артерию.
- Может иметься анастамотичечкая аетвь, которая отходит от латеральной стенки наружного кольца пахового канала, и прободеат апоневроз наружной косой мышцы живота и Томсонову пластину и впадет в наружную половую артерию.
- Может иметься анастамотическая ветвь, выходящая через наружное кольцо пахового канала и впадала в поверхностную, огибающую подвздошную кость артерию в пределах бедренного треугольника. [5]